# Phthorima rufipleurum
Phthorima rufipleurum är en stekelart som beskrevs av Dasch 1964. Phthorima rufipleurum ingår i släktet Phthorima och familjen brokparasitsteklar. Inga underarter finns listade i Catalogue of Life.